# الکساندر کلاروف
الکساندر کولاروف (سیریلیک صربی: Александар Коларов؛ زادهٔ ۱۰ نوامبر ۱۹۸۵) بازیکن پیشین و سرمربی کنونی فوتبال اهل صربستان است. او دستیار کریستین چیوو در باشگاه فوتبال اینتر میلان است.

## افتخارات

### باشگاهی
لاتزیو
- جام حذفی فوتبال ایتالیا(۱): ۰۹–۲۰۰۸
- سوپر جام فوتبال ایتالیا(۱): ۲۰۰۹

منچستر سیتی
- لیگ برتر فوتبال انگلستان(۲): ۱۲–۲۰۱۱، ۱۴–۲۰۱۳
- جام حذفی فوتبال انگلستان(۱): ۱۱–۲۰۱۰
- جام اتحادیه انگلیس(۲): ۱۴–۲۰۱۳، ۱۶–۲۰۱۵
- سوپر جام فوتبال انگلستان(۱): ۲۰۱۲

اینتر میلان
- سری آ(۱): ۲۱–۲۰۲۰
- جام حذفی فوتبال ایتالیا(۱): ۲۲–۲۰۲۱
- سوپر جام فوتبال ایتالیا(۱): ۲۰۲۱

### فردی
- بازیکن سال صربستان: ۲۰۱۱
- تیم منتخب سال سری آ: ۱۹–۲۰۱۸